# Sylwia Przybysz
Sylwia Przybysz (Ciechanów, 28 agosto 1998) è una cantante polacca.

## Biografia
Sylwia Przybysz ha acquisito notorietà grazie al suo canale YouTube, dove nel 2012 ha iniziato a pubblicare cover. È stata scoperta dall'etichetta discografica My Music nel 2014, e l'anno successivo è salita alla ribalta vincendo il festival Young Stars.
Il suo singolo di debutto, Plan, è uscito nella primavera del 2015 e ha venduto oltre 10 000 copie a livello nazionale, conquistando un disco d'oro. L'album omonimo ha debuttato all'8ª posizione nella classifica polacca. Nel 2016 ha realizzato l'album Związane oczy mam in collaborazione con il duo hip hop Verba, che è salito fino al 3º posto in classifica. Il posizionamento migliore della cantante nella top 50 nazionale è arrivato con Czas, il quarto album, che nel 2018 ha conquistato il 2º posto.

## Discografia

### Album
- 2015 – Plan
- 2016 – Związane oczy mam (con i Verba)
- 2016 – Tylko raz
- 2018 – Czas
- 2018 – W moim sercu (con i Verba)

### Singoli
- 2015 – Plan (feat. Mezo)
- 2015 – Turn the Page
- 2016 – Związane oczy mam (con i Verba)
- 2016 – To dla ciebie pragnę żyć (con i Verba)
- 2016 – Spełniaj marzenia (con Jeremi Sikorski, Artur Sikorski e Sylwia Lipka)
- 2016 – Nie poddam się (feat. Artur Sikorski)
- 2016 – Zmiany
- 2018 – Pomimo
- 2018 – Byłeś mój (con i Verba)
- 2019 – Nova (con Konrad OldMoney)
- 2019 – Va banque (con Konrad OldMoney)
- 2020 – Geografia (con Konrad OldMoney)
- 2020 – Anioły (con Konrad OldMoney)

#### Come featuring
- 2015 – Najważniejsza (Verba feat. Sylwia Przybysz)